# Grid 2
Grid 2 (stylizowana nazwa: GRID 2) – symulator jazdy wyprodukowany przez firmę Codemasters i wydany 28 maja 2013 roku na platformy Microsoft Windows, Xbox 360 i PlayStation 3. Gra jest dostępna także w edycji kolekcjonerskiej, do której dołączono oryginalny samochód wyścigowy BAC Mono. Na terenie Europy gra ukazała się 31 maja 2013.

## Rozgrywka
Gracz wciela się w kierowcę, który w trakcie swojej kariery bierze udział w wyścigach samochodowych na trzech kontynentach. Podczas wyścigów możliwe jest cofnięcie czasu przy pomocy umiejętności zwanej „flashback”. Przy każdej kolizji z otoczeniem, samochody ulegają uszkodzeniom, co może prowadzić do ich całkowitego zniszczenia.

## Odbiór gry
Gra została pozytywnie odebrana przez krytyków zyskując średnią ocen 83,33% na PC, 80,62% na PlayStation 3 i 77,95% na Xboxa 360 w serwisie GameRankings. Grid 2 został opisany jako dobra kontynuacja poprzednika. Jednocześnie krytykowano brak widoku z kokpitu.
Przemek Zamęcki z Gry-Online pochwalił optymalizację silnika gry. Wolne zdobywanie doświadczenia w trybie wieloosobowym porównał do gier z modelem płatności Free-to-play. Martin Robinson z serwisu Eurogamer stwierdził, że gra powiela niektóre elementy z poprzedniej części i jednocześnie nie dodaje nic nowego. Luke Reilly z IGN napisał „odgłos silnika jako miły dla ucha, a dźwięk opon poruszających się po różnych podłożach nie przejdzie niezauważony”.